# The Dundies
"The Dundies" é o primeiro episódio da segunda temporada da série de televisão estadunidense The Office, o sétimo no geral. Escrito por Mindy Kaling e dirigido por Greg Daniels, que também é produtor do programa, foi ao ar originalmente em 20 de setembro de 2005 nos Estados Unidos, pela NBC.
A série retrata a vida cotidiana dos funcionários da filial da empresa de papel Dunder Mifflin em Scranton. No episódio, Michael Scott (Steve Carell) apresenta os Dundies, a premiação anual para os membros do escritório. Mas a noite não sai como ele planejava e Michael acaba irritando a maioria dos funcionários. Enquanto isso, depois de Pam Beesly (Jenna Fischer) discute com seu noivo, ela fica embriagada e beija Jim Halpert (John Krasinski).
"The Dundies" foi o segundo episódio dirigido por Greg Daniels. Muitas cenas foram alteradas para permitirem a filmagem dentro do restaurante Chili's, principalmente o trecho que Pam cai. "The Dundies" foi visto por cerca de 9,0 milhões de telespectadores e recebeu uma classificação de 4,3/10% na faixa entre 18 e 49 anos, tornando-se o episódio mais assistido desde o piloto. A gravação recebeu críticas positivas.

## Sinopse
Michael Scott anseia pela realização dos Dundies, sua premiação anual no restaurante Chili's. Jim Halpert tenta convencê-lo de não conceder a Pam Beesly mais uma vez a categoria de "Noivado Mais Longo". Enquanto isso, Dwight Schrute descobre que há uma frase sobre o gerente regional na parede do banheiro feminino e suas tentativas de investigar são embaraçosamente malsucedidas.
Na premiação, Michael tem um péssimo desempenho cantando. Ryan Howard fica envergonhado quando ganha a categoria "Mais Quente do Escritório". Darryl Philbin e Roy Anderson concordam em deixar o restaurante, levando sua noiva Pam junto. No estacionamento, os dois discutem e ela volta sozinha, onde começa a beber cerveja e margaritas. Criticado por outros clientes, Michael decide encerrar a apresentação, mas Pam, embriagada, tenta encorajá-lo a continuar. Aliviada por ganhar o Dundie de "Tênis Mais Brancos", Pam faz um discurso e beija Jim. Isso deixa ele surpreso, mas feliz.
Um funcionário descobre que Pam estava pegando bebidas de outras mesas para contornar a regra contra álcool em excesso. Ele então a proíbe de voltar ao Chili's. Depois que a festa acaba, Pam admite a Jim que escreveu no banheiro feminino. No fim, Jim ajuda para que ela entre no carro de Angela Martin.

## Produção

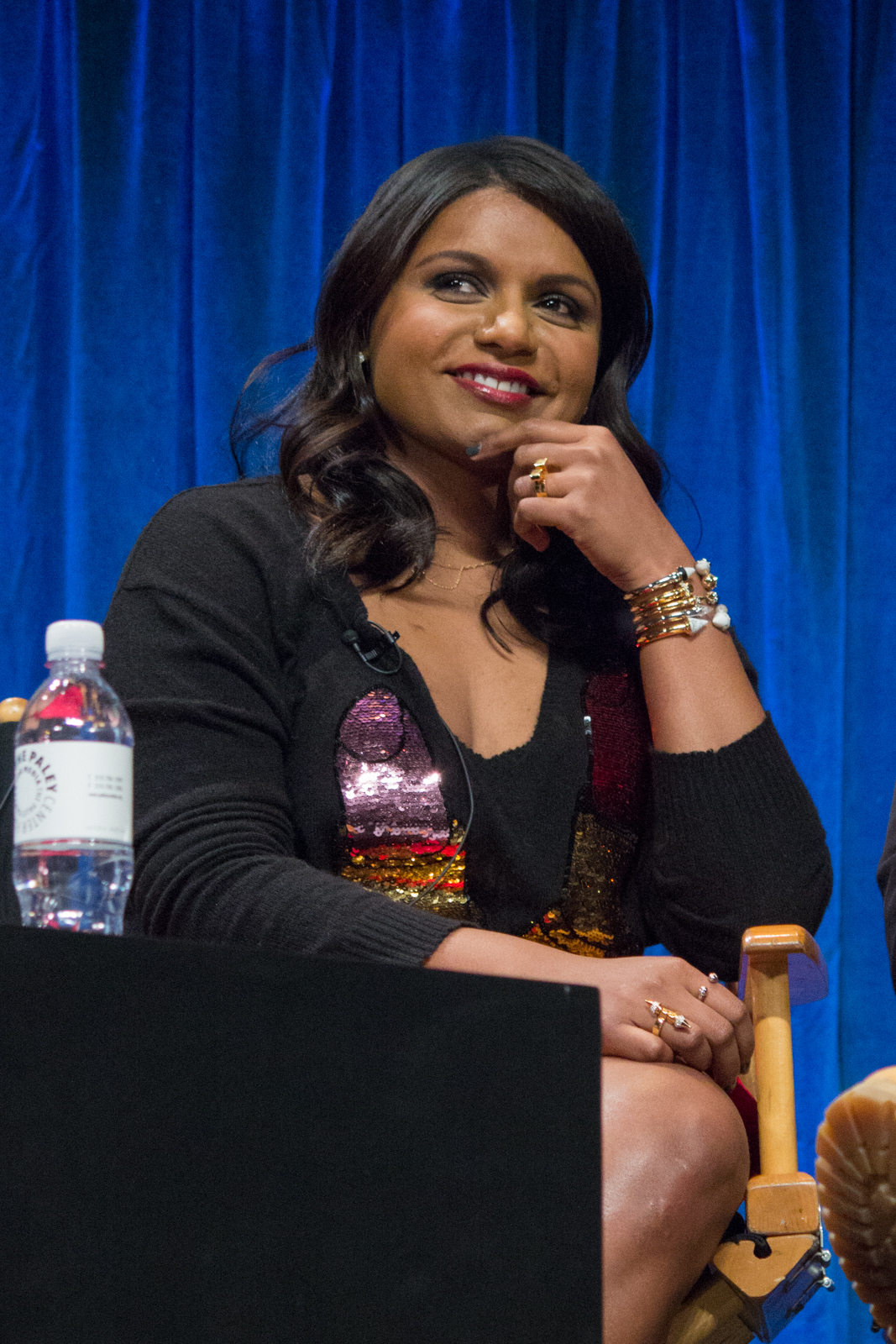
O episódio foi escrito por Mindy Kaling.

"The Dundies" foi o segundo episódio dirigido por Greg Daniels. Ele já havia dirigido "Basketball" na primeira temporada. "The Dundies" foi escrito por Mindy Kaling, que também interpreta a representante de atendimento ao cliente Kelly Kapoor. De acordo com Daniels, enquanto ele trabalhava na série animada King of the Hill da Fox, o programa teria um evento anual chamado "Swampy Awards". Ele já havia considero usar este enredo no piloto, mas decidiu que era uma "coisa muito arriscada de se fazer", optando por adaptar o primeiro episódio da versão britânica. Após a reação mista em relação à primeira temporada, os roteiristas tentaram tornar a série mais "otimista" e Michael mais simpático. Eles também começaram a desenvolver os personagens coadjuvantes, dando-lhes características únicas. Por fim, para diferenciar a série de sua inspiração britânica, os produtores deixaram o cenário mais iluminado.
O episódio foi filmado em um antigo restaurante Chili's em San Fernando Valley, Califórnia. As filmagens duraram "desde a madrugada até bem tarde da noite", segundo Kaling. Ela também revelou que, durante os intervalos, tirava cochilos "como uma senhora", enquanto Paul Lieberstein adicionava anotações em seu roteiro. Muitas partes foram alteradas no resultado final, para que os proprietários do local permitissem a gravação. Por exemplo, na versão original, Pam vomita no Chili's e Dwight grita: "uma mulher vomitou!". O roteiro completo não estava disponível previamente e quando tiveram acesso, se opuseram ao fato de um cliente vomitar. Para evitar a interrupção, depois de algumas horas Steve Carell estabeleceu um acordo: Pam caía do banco do bar e Dwight respondia: "uma mulher teve uma convulsão!". Pam também deveria receber bebidas alcoólicas em excesso pela equipe do Chili's, mas a empresa — sentindo que isso refletiria negativamente — também não concordou. Para resolver esse problema, os escritores fizeram a personagem pegar bebidas de outras mesas. Os produtores também concordaram em incluir uma cena em que o gerente do Chili's (interpretado pelo ator Christopher T. Wood) afirma que o estabelecimento não serve bebidas em excesso. Já que Jenna Fischer nunca bebeu em excesso na vida real, B. J. Novak a acompanhou para que pudesse ficar bêbada e assim anotasse seu comportando. Ela se baseou nessa experiência para sua atuação.